# Scharlachara

Verbreitungsgebiet (grün) des Scharlachara

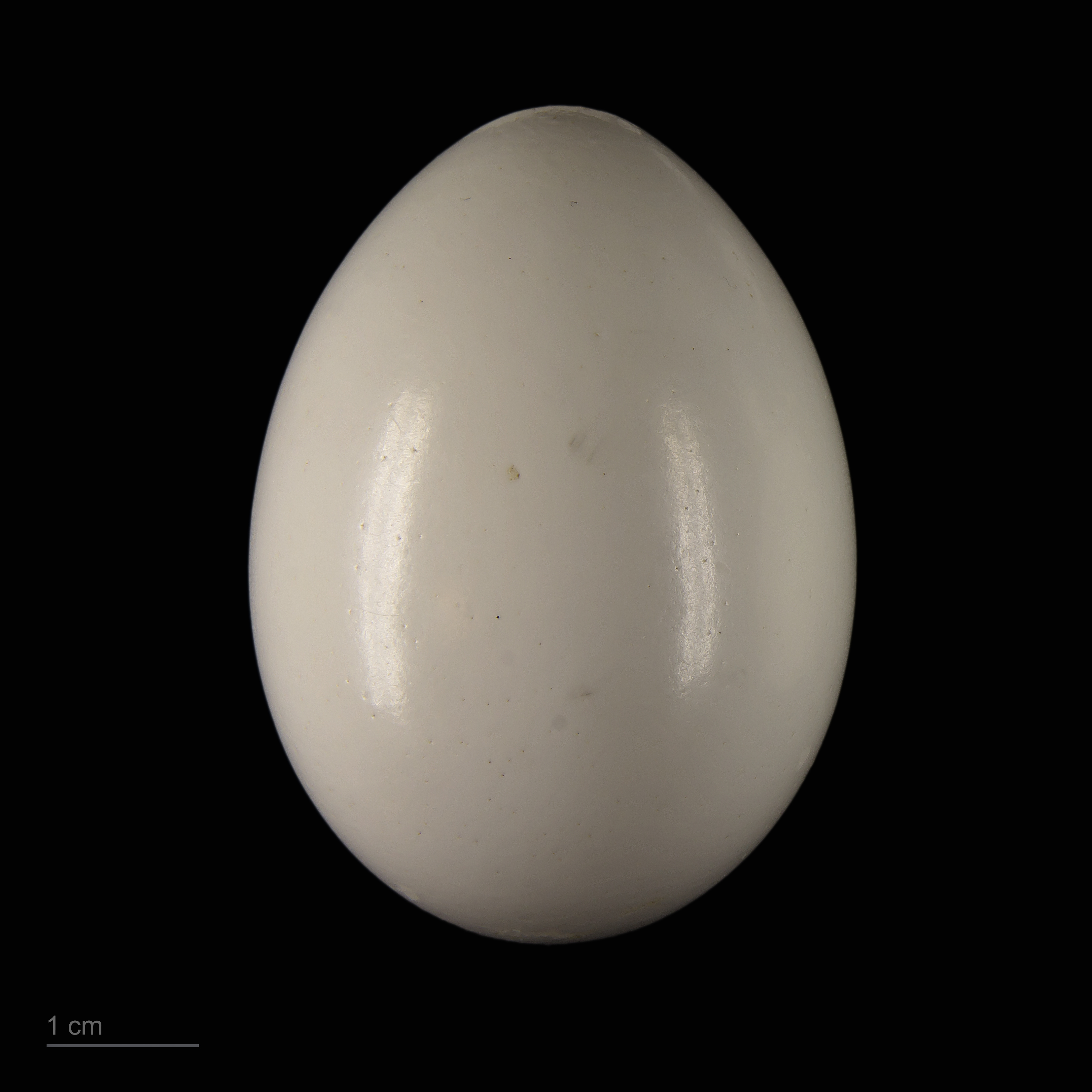
Ei eines Scharlacharas

Der Scharlachara (Ara macao), auch Hellroter Ara oder Arakanga genannt, ist ein Vogel aus der Familie der Eigentlichen Papageien (Psittacidae) und der Gattung der Eigentlichen Aras (Ara). Er ist einer der größten Papageien der Welt. Er kann eine Länge von bis zu 90 cm und ein Gewicht von bis zu 1 kg erreichen. Vom ähnlichen, vorwiegend roten Grünflügelara ist er durch den gelben Flügelfleck gut zu unterscheiden.

## Nahrung
Aras ernähren sich von Samen, Nüssen, Früchten, Beeren und Knospen. Durch den besonders angelegten Schnabel ist es für Papageien sehr leicht, die Schalen von Nüssen und hartschaligen Früchten zu knacken. Der Oberschnabel des Aras ist stark gebogen mit einem spitzen Haken, mit dem sie Körnchen aus großen Früchten herausangeln können. Die Vielseitigkeit des Schnabels wird auch durch die raue muskulöse Zunge unterstützt. Wissenschaftler fanden auch heraus, dass Papageien die Nahrung bevorzugt mit einem bestimmten Fuß zum Schnabel führen. Dies entspricht einer Rechts- bzw. Linkshändigkeit beim Menschen.

## Lebensraum
Der Scharlachara lebt in feuchten Tieflandwäldern, Lichtungen, Savannen und an Flussufern vom Südosten Mexikos bis Zentralbrasilien, nicht jedoch in den Anden und der Westküste Südamerikas. Der Bestand in Mittelamerika ist auf nur noch 1500 Vögel (Stand: 2020) zurückgegangen, die größte Population mit 500 Vögeln gibt es im Südosten von Honduras.

## Unterarten
Ara macao macao (Linnaeus, 1758) – Die Nominatform ist vom südlichen Costa Rica über Kolumbien, Ecuador, Peru, Venezuela, Guyana, Suriname, Französisch-Guyana bis nach Brasilien verbreitet.
Ara macao cyanopterus (David A. Wiedenfeld, 1995) – Diese Unterart kommt im südlichen Mexiko, Belize, der Karibikküste und der Pazifikküste, südwärts über Guatemala, Honduras, El Salvador und in Nicaragua vor. In dem Grenzgebiet zu Costa Rica (nördliche Teile der Provinzen Guanacaste, Limón und Alajuela) endet das Verbreitungsgebiet.
Die Nominatform A. m. macao hat ein grünes Band zwischen den gelben Deckfedern und den blauen Schwungfedern. Dieses grüne Band fehlt der Unterart A. m. cyanopterus.

## Sozialverhalten
Der Scharlachara lebt in Gruppen von etwa 20 Tieren. Nur während der Fortpflanzungszeit entfernen sich Aras paarweise von ihren Gruppen. Dabei legt das Weibchen zwei bis vier Eier in eine Baumhöhle. Das Weibchen brütet und wird vom Männchen mit Futter versorgt. Die Jungen schlüpfen nach vier bis fünf Wochen und leben anschließend noch bis zu vier Monate im Nest. Während dieser Zeit gehen sowohl Weibchen als auch Männchen auf Futtersuche. Die Jungen sind nach etwa zwei Jahren geschlechtsreif. Scharlacharas leben monogam und bleiben ein Leben lang zusammen. Die Futtersuche findet in einem Umkreis von etwa zehn Kilometern um den Schlafbaum der Aras statt.

## Feinde
Zu den Feinden des Aras gehören Katzen, sogenannte Eierdiebe und Greifvögel.

## Sonstiges
Der Scharlachara ist der Nationalvogel von Honduras.